# Akademické mistrovství světa v orientačním běhu 1990
7. Akademické mistrovství světa v orientačním běhu proběhlo v Sovětském svazu ve dnech 1. až 3. srpna 1990. Centrem závodů AMS byl Pskov.
Závodů se zúčastnilo celkem 178 závodníků (96 mužů a 82 žen) z 21 zemí.

## Program závodů
| Den      | Závod       | Centrum závodu |
| -------- | ----------- | -------------- |
| 1. srpen | jednotlivci |                |
| 3. srpen | štafety     |                |

## Závod jednotlivců (Individual)
| Zkrácené výsledky                                                                                      | Zkrácené výsledky                                                                                      | Zkrácené výsledky                                                                                      | Zkrácené výsledky                                                                                      | Zkrácené výsledky                                                                                     | Zkrácené výsledky                                                                                     | Zkrácené výsledky                                                                                     | Zkrácené výsledky                                                                                     |
| Muži                                                                                                   | Muži                                                                                                   | Muži                                                                                                   | Muži                                                                                                   | Ženy                                                                                                  | Ženy                                                                                                  | Ženy                                                                                                  | Ženy                                                                                                  |
| --- | --- | --- | --- | --- | --- | --- | --- |
| - Traťové parametry: 13,20 km, 24 konrol, 390 m převýšení. - Mapa: Vietalava 1 : 15 000 - 96 závodníků | - Traťové parametry: 13,20 km, 24 konrol, 390 m převýšení. - Mapa: Vietalava 1 : 15 000 - 96 závodníků | - Traťové parametry: 13,20 km, 24 konrol, 390 m převýšení. - Mapa: Vietalava 1 : 15 000 - 96 závodníků | - Traťové parametry: 13,20 km, 24 konrol, 390 m převýšení. - Mapa: Vietalava 1 : 15 000 - 96 závodníků | - Traťové parametry: 8,85 km, 15 kontrol, 265 m převýšení. - Mapa: Vietalava 1 : 15 000 - 82 závodnic | - Traťové parametry: 8,85 km, 15 kontrol, 265 m převýšení. - Mapa: Vietalava 1 : 15 000 - 82 závodnic | - Traťové parametry: 8,85 km, 15 kontrol, 265 m převýšení. - Mapa: Vietalava 1 : 15 000 - 82 závodnic | - Traťové parametry: 8,85 km, 15 kontrol, 265 m převýšení. - Mapa: Vietalava 1 : 15 000 - 82 závodnic |
| Umístění                                                                                               | Jméno                                                                                                  | Čas | Ztráta                                                                                                 | Umístění                                                                                              | Jméno                                                                                                 | Čas                                                                                                   | Ztráta                                                                                                |
| Zlatá medaile                                                                                          | Johan Ivarsson                                                                                         | 1:31:20                                                                                                | | Zlatá medaile                                                                                         | Yvette Baker-Hague                                                                                    | 1:16:25                                                                                               | |
| Stříbrná medaile                                                                                       | Jean-Daniel Giroux                                                                                     | 1:35:11                                                                                                | +3:51                                                                                                  | Stříbrná medaile                                                                                      | Ede Iumarik                                                                                           | 1:16:58                                                                                               | +0:33                                                                                                 |
| Bronzová medaile                                                                                       | Dominik Humbel                                                                                         | 1:36:44                                                                                                | +5:24                                                                                                  | Bronzová medaile                                                                                      | Brigitte Wolf                                                                                         | 1:17:18                                                                                               | +0:53                                                                                                 |
| 4 | Gábor Pavlovics                                                                                        | 1:36:50                                                                                                | +5:30                                                                                                  | 4 | Sabrina Meister-Fesseler                                                                              | 1:19:02                                                                                               | +2:37                                                                                                 |
| 5 | Michail Liuklian                                                                                       | 1:37:06                                                                                                | +5:46                                                                                                  | 5 | Jana Cieslarová                                                                                       | 1:20:36                                                                                               | +4:11                                                                                                 |
| 6 | Sergei Sibilev                                                                                         | 1:38:02                                                                                                | +6:42                                                                                                  | 6 | Charlotte Nilsson                                                                                     | 1:20:45                                                                                               | +4:20                                                                                                 |

## Závod štafet (Relay)
| Zkrácené výsledky                                           | Zkrácené výsledky                                           | Zkrácené výsledky                                           | Zkrácené výsledky                                           | Zkrácené výsledky                                           | Zkrácené výsledky                                           | Zkrácené výsledky                                           | Zkrácené výsledky                                           |
| Muži                                                        | Muži                                                        | Muži                                                        | Muži                                                        | Ženy                                                        | Ženy                                                        | Ženy                                                        | Ženy                                                        |
| ----------------------------------------------------------- | ----------------------------------------------------------- | ----------------------------------------------------------- | ----------------------------------------------------------- | ----------------------------------------------------------- | ----------------------------------------------------------- | ----------------------------------------------------------- | ----------------------------------------------------------- |
| - Traťové parametry: - Mapa: Paulini 1 : 15 000 - 20 štafet | - Traťové parametry: - Mapa: Paulini 1 : 15 000 - 20 štafet | - Traťové parametry: - Mapa: Paulini 1 : 15 000 - 20 štafet | - Traťové parametry: - Mapa: Paulini 1 : 15 000 - 20 štafet | - Traťové parametry: - Mapa: Paulini 1 : 15 000 - 15 štafet | - Traťové parametry: - Mapa: Paulini 1 : 15 000 - 15 štafet | - Traťové parametry: - Mapa: Paulini 1 : 15 000 - 15 štafet | - Traťové parametry: - Mapa: Paulini 1 : 15 000 - 15 štafet |
| Umístění                                                    | Jméno                                                       | Čas                                                         | Ztráta                                                      | Umístění                                                    | Jméno                                                       | Čas                                                         | Ztráta                                                      |
| Zlatá medaile                                               | Švédsko                                                     |                                                             |                                                             | Zlatá medaile                                               | Finsko                                                      |                                                             |                                                             |